# Епархия Гурве
Епархия Герю (лат. Dioecesis Guruensis) — епархия Римско-Католической церкви c центром в городе Гурве, Мозамбик. Епархия Гурве входит в митрополию Бейры. Кафедральным собором епархии Герю является церковь Святого Антония Падуанского.

## История
6 декабря 1993 года Римский папа Иоанн Павел II издал буллу Enixam suscipientes, которой учредил епархию Гурве, выделив её из епархии Келимане.

## Ординарии епархии
- епископ Manuel Chuanguira Machado (6.12.1993 — 9.10.2009);
- епископ Francisco Lerma Martínez I.M.C.[1] (24.03.2010 — 24.04.2019, в отставке);
- епископ Inácio Lucas Mwita (2.02.2021 — по настоящее время).